# Muhammad Shukor Adan
Muhammad Shukor Adan (ur. 24 września 1979 w Malakce) – piłkarz malezyjski grający na pozycji defensywnego pomocnika.

## Kariera klubowa
Karierę piłkarską Shukor rozpoczął w klubie Malacca FA. Następnie w latach 1998-1999 był członkiem młodzieżowej drużyny Negeri Sembilan FA, a w 2000 roku awansował do kadry pierwszej drużyny. Wtedy też zadebiutował w jego barwach w pierwszej lidze malezyjskiej. W debiutanckim sezonie dotarł ze swoim zespołem do finału Pucharu Malezji. W Negeri Sembilan grał do końca 2001 roku.
Na początku 2002 roku Shukor przeszedł do innego pierwszoligowego klubu, Selangoru FA. W 2002 roku zdobył z nim Puchar Malezji i Tarczę Dobroczynności. W 2005 roku wygrał z Selangorem rozgrywki Premier League oraz sięgnął po Puchar Malezji i Puchar Malezyjskiej Federacji Piłkarskiej.
W 2009 roku Shukor wrócił do Negeri Sembilan. W 2009 roku zdobył z nim swój trzeci w karierze Puchar Malezji. Z kolei w 2010 roku sięgnął po Puchar Federacji. W 2013 roku grał w ATM FA, a w 2014 przeszedł do Feldy United.

## Kariera reprezentacyjna
W reprezentacji Malezji Shukor zadebiutował w 2001 roku. W 2007 roku został powołany do kadry na Puchar Azji 2007. Tam rozegrał 3 spotkania: z Chinami (1:5), z Uzbekistanem (0:5) i z Iranem (0:2).